# Ussaro

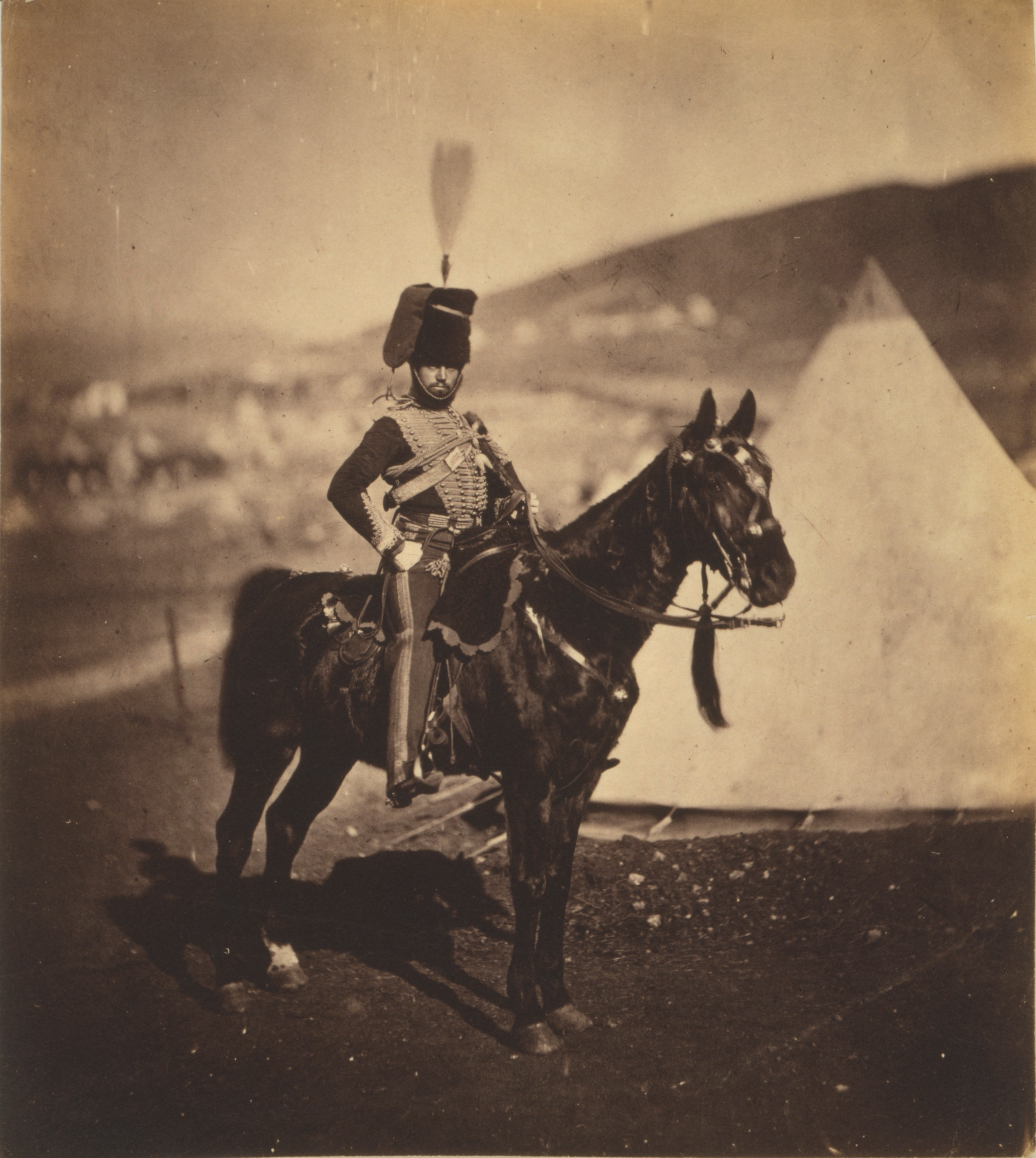
Cornetta Henry John Wilkin, ussaro britannico durante la Guerra di Crimea.

L'ùssaro (o ussero) è un militare facente parte di un'unità di cavalleria leggera.
Il termine, citato più volte da Tolstoj e importato dal francese hussard, è di origine ungherese: un huszár era un cavaliere dell'esercito magiaro (un'etimologia popolare lo accostava a húsz, "venti", dato che in Ungheria nel periodo rinascimentale una recluta su venti dell'esercito veniva destinata alla cavalleria); questo nome è di origine serba, da gȕsār, "pirata", a sua volta proveniente dal greco bizantino χω(ν)σάριος chō(n)sários, "brigante".

## Storia

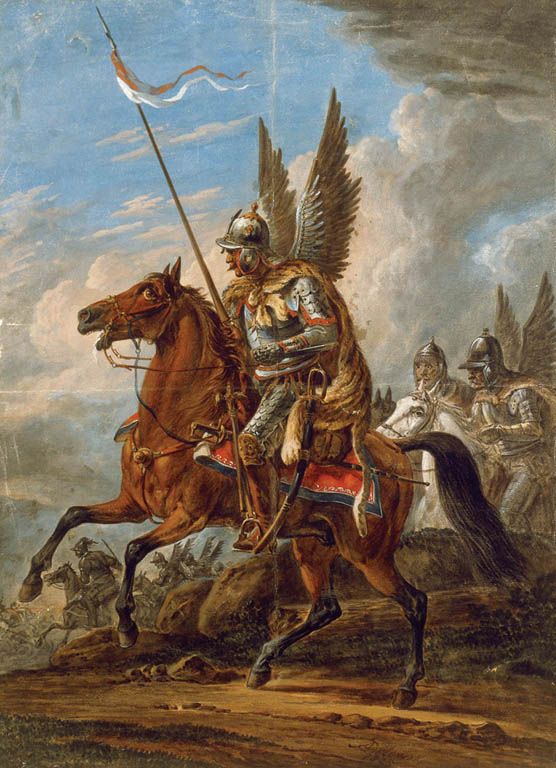
Ussaro alato della Confederazione Polacco-Lituana - Aleksander Orłowski.

I primi ussari menzionati nelle cronache europee erano guerrieri fuoriusciti della Serbia e riparati nel Regno d'Ungheria dopo la conquista ottomana delle loro terre (1459). Questi Huszár vennero dai magiari inquadrati nella cavalleria leggera dell'esercito regio come schermagliatori. Erano armati di una lunga lancia, scudo e spada (spesso scimitarre turche vere e proprie).

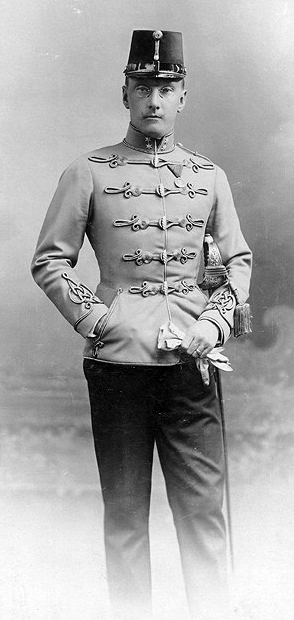
Oberleutnant Hermann Fenz, ussaro austriaco, ca. 1905.

Durante le guerre volute da Mattia Corvino d'Ungheria, questa truppa di schermagliatori, chiamata ad affrontare non solo l'agile cavalleria ottomana ma anche la cavalleria pesante del Regno di Boemia e degli Asburgo, vide il suo armamentario arricchito da elmetto ed usbergo. I successi militari del re Mattia, capace di contenere la spinta espansionistica del sultano di Istanbul tanto quanto le pesanti ingerenze politico-militari del Sacro Romano Impero, fece ben presto del suo esercito un esempio da imitare per tutti i potentati dell'Europa orientale, contribuendo grandemente al rapido diffondersi degli ussari negli eserciti europei del nord e dell'est Europa.

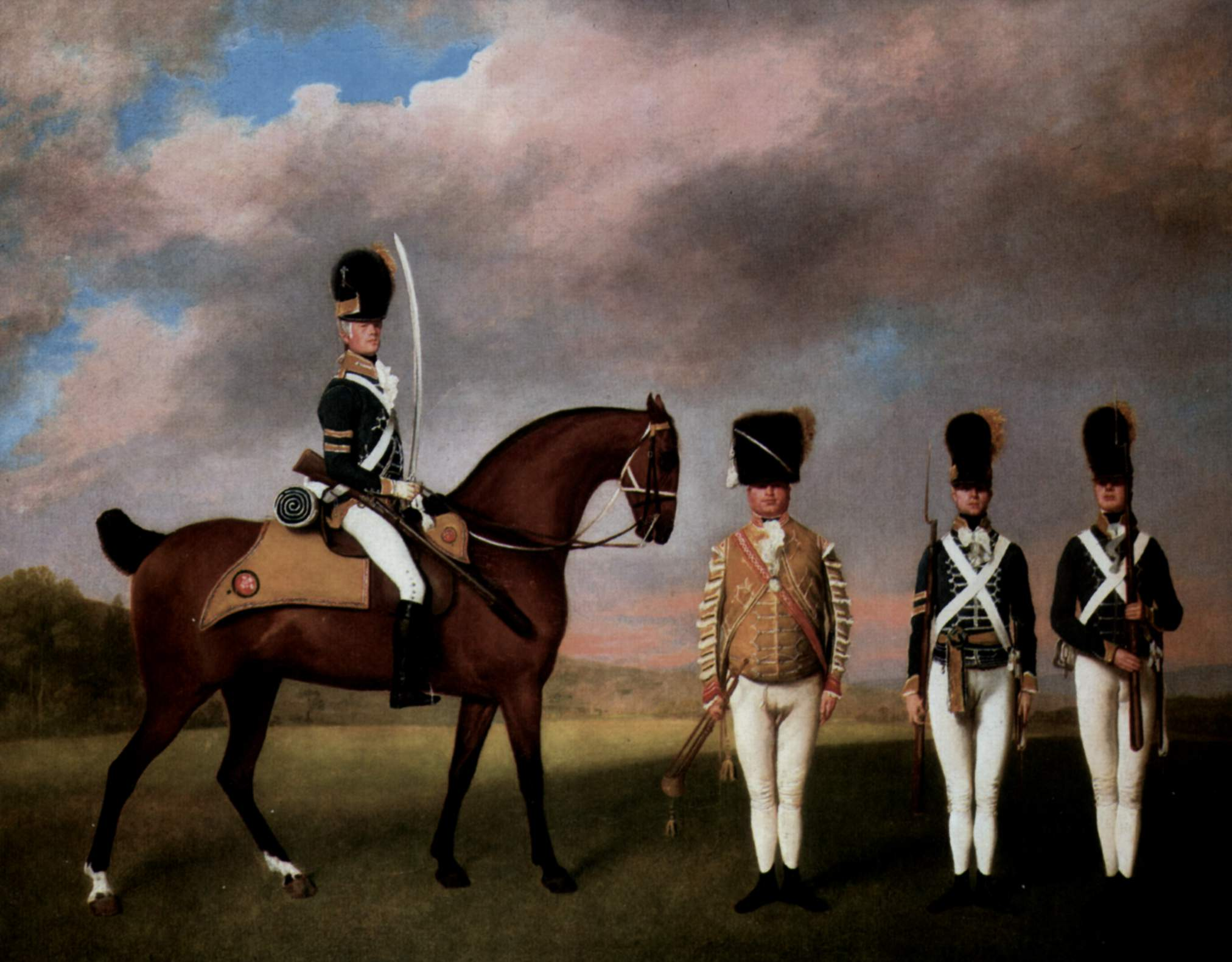
Uniformi del 10th Royal Hussars, 1793

Fu il re Stefan Batory, ungherese, ma eletto re di Polonia, a riorganizzare la cavalleria sul modello ungherese nello schieramento, ma con pesanti armature e lunghe lance, come massa compatta di sfondamento delle linee nemiche. Gli ussari polacchi, detti husaria combatterono varie battaglie contro turchi, russi e svedesi senza praticamente mai venire sconfitti (tranne un caso, la battaglia di Żółte Wody nel 1648), anche in condizioni di impressionante inferiorità numerica. Nella battaglia di Kluszyn contro i Russi vinsero nonostante fossero sovrastati di numero per 5 a 1, e questa vittoria spianò la strada ai polacchi per l'occupazione di Mosca, che venne occupata per oltre un anno dal re polacco.
Al contrario delle formazioni di ussari di altri eserciti, gli ussari polacchi costituivano la forza d'urto principale in battaglia. Equipaggiati con ottime armature e lance di oltre 4 metri, gli ussari erano considerati la cavalleria più temibile in Europa. Un'altra caratteristica unica degli ussari polacchi sono le famose "ali", fissate alla sella. Le teorie più accreditate vedono in queste ali un forte elemento di guerra psicologica: gli ussari alati dovevano apparire maestosi e inarrestabili. Una teoria meno accreditata sostiene che le ali, durante la carica, producessero un fruscio o un fischio in grado di spaventare i cavalli avversari. Non esistono tuttavia prove certe che le ali fossero obbligatorie, né che fossero sempre fatte con piume di aquila.
I reggimenti di ussari raggiunsero l'apice della propria potenza nel 1621, quando l'esercito della corona poteva disporre di ben 8000 unità di ussari. Con lo scemare della ricchezza e della potenza del Regno di Polonia anche i reggimenti di ussari vennero ridotti, a causa degli altissimi costi di mantenimento. L'unità venne sciolta definitivamente nel 1775 dal Sejm, che integrò i reggimenti rimasti nelle cosiddette "Brigate di Cavalleria Nazionale".
Anche l'esercito austriaco si servì di ussari, sbrigativamente chiamati ungheresi, ma che erano costituiti, per una parte significativa da elementi appartenenti ai reparti serbo-croati delle zone di confine militare. Gli Ussari polacchi contrastarono l'esercito di Gustavo II Adolfo di Svezia. In Francia Luigi XIII fu tra i primi regnanti a far incorporare nel proprio esercito questi elementi della cavalleria leggera. Fu successivamente Federico II di Prussia a utilizzare ampiamente degli Ussari durante la Guerra di successione austriaca. La Gran Bretagna arruolò degli ussari provenienti dall'Assia durante la Guerra d'indipendenza americana.
Più tardi gli ussari furono riconvertiti in unità d'onore o in unità corazzate. Tuttora le armate francesi, britanniche e belghe conservano alcune unità dette "Ussari" nelle loro forze blindate.

## Equipaggiamento

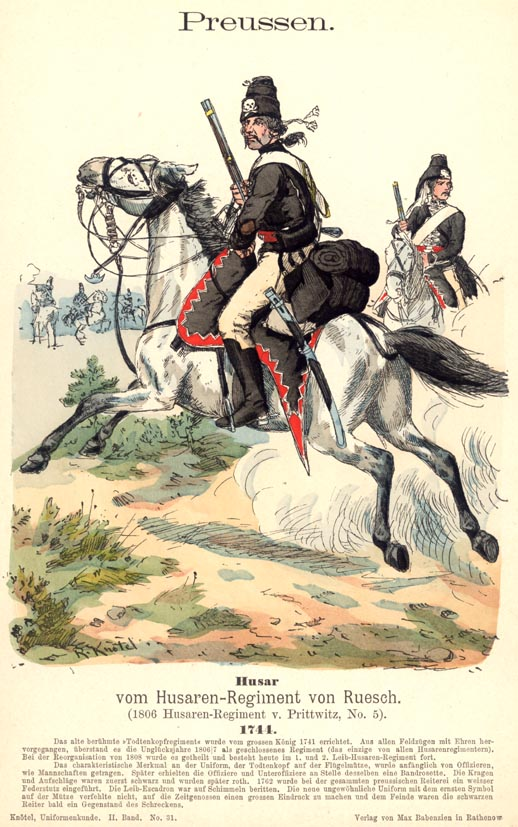
Ussaro prussiano nel 1744.

Gli ussari erano originariamente armati di lancia e sciabola. Privi di armatura, calzarono poi usbergo in maglia di ferro (XV secolo) e corazza (XVI secolo), per poi tornare ad un armamento più leggero.
Con il tempo, essi divennero una truppa scelta dall'uniforme colorata. Il loro tipo di armamento abbandonò la lancia per la carabina leggera e le pistole; la sciabola fu invece conservata e divenne elemento caratteristico dell'ussaro sceso da cavallo. Essa pende infatti molto bassa dietro le gambe, e le cinghie, che la tengono, sostengono a loro volta anche il fodero (custodia piatta ornata dall'emblema del reggimento).

## Unità storiche famose

### Francia
(Approfondimento sui reggimenti di ussari francesi)

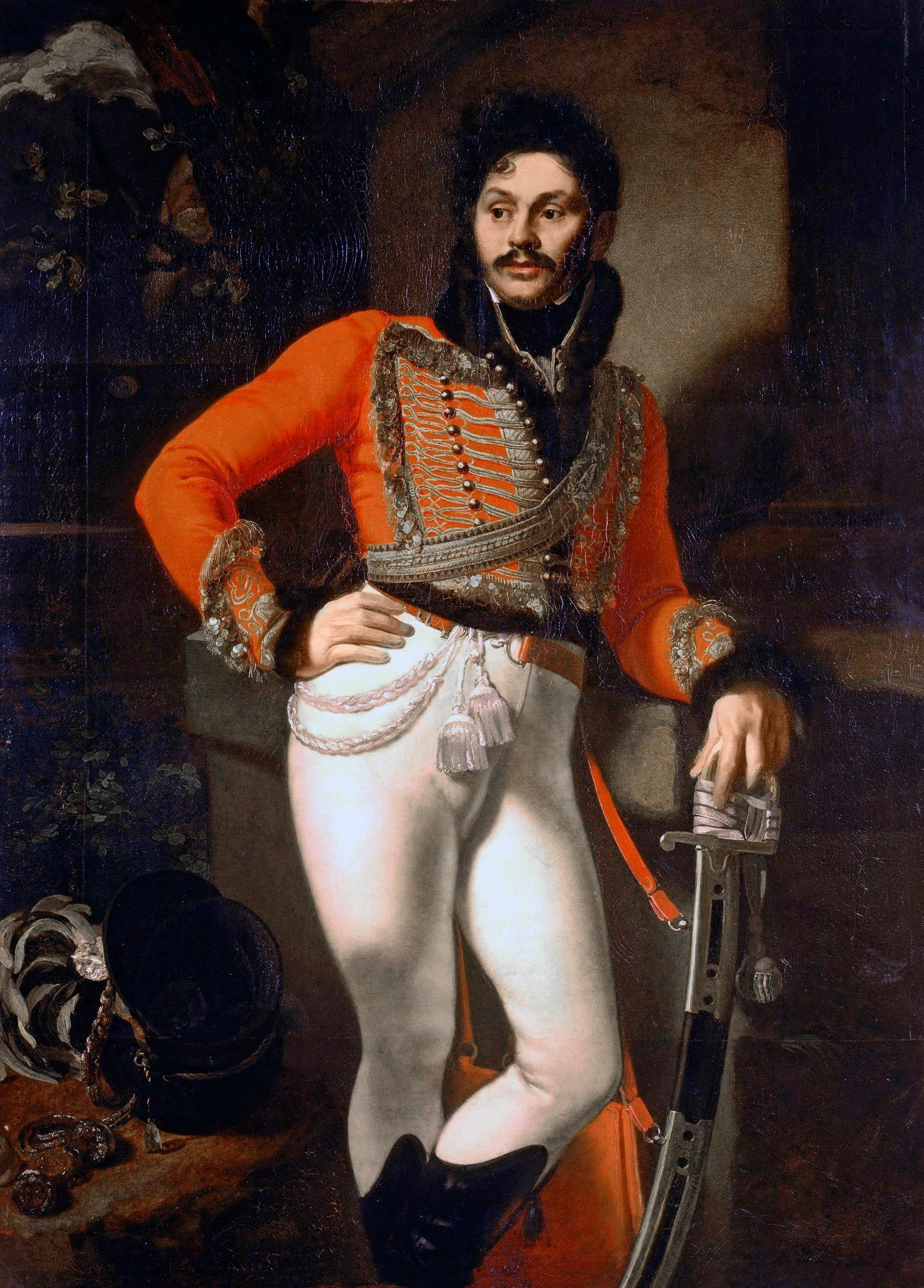
Eugraph Davydov, ussaro russo - Orest Kiprenskij (ca. 1810)

Il primo Reggimento Reale di ussari fu creato a Strasburgo nel 1693. Questi venne disciolto nel 1697 per poi essere ricreato quattro anni dopo, quando l'Elettorato di Baviera ne fece dono al Re di Francia Luigi XIV. I reggimenti francesi degli ussari vennero utilizzati dall'Ancien Régime, e portano il nome del loro proprietario fondatore o il nome del più importante (notiamo che sotto l'Ancien régime i reggimenti erano al soldo di un proprietario, spesso nobile, che comandava e provvedeva al loro equipaggiamento).
Ecco i nomi dei cinque reggimenti principali, nell'ordine delle loro numerazioni:
- 1º reggimento degli ussari: Bercheny
- 2º reggimento degli ussari: Chamborant
- 3º reggimento degli ussari: Esterházy[3]
- 4º reggimento degli ussari: Colonel-Général
- 5º reggimento degli ussari: Lauzun

Questi 5 reggimenti, in ordine di anzianità, sono tradizionalmente designati dall'antico termine houzard. Così si parla di Chamborant Houzards per designare il 2º Reggimento Ussari. Nel 1707 il reggimento prese il nome di Sant-Genies Ussari, nome che in seguito fu cambiato in Rattky Ussari ed infine in Lynden Ussari. Nel 1719 il Conte Bercheny formò un nuovo reggimento di ussari ungheresi che offrì in dono al Re di Francia e che prese il nome di Bercheny Ussari. A Strasburgo nel 1734, il Conte Esterhazy creò un terzo reggimento che prese inizialmente il nome di Esterhazy Ussari, poi di David Ussari ed infine di Turpin Ussari.
Nel 1742 i tre reggimenti vennero riorganizzati ed i loro ranghi furono aumentati di numero. Inoltre essi furono affiancati da altri tre nuovi reggimenti: il Beausobre Ussari; il Raugrave Ussari; ed il Polleretzky Ussari. Un anno dopo venne creato un settimo reggimento che prese il nome di Ferrari Ussari. Nel 1756 i reggimenti vennero completamente riorganizzati: il Lynden fu unito al Bercheny, il Beausobre al Turpin ed il Ferrari al Polleretzky. Infine il Raugrave divenne il Volontari da Liegi (disciolto nel 1761). Nello stesso anno il Principe di Nassau offrì un reggimento di ussari tedeschi al Re di Francia. Il reggimento prese il nome di Nassau Ussari (Questo reggimento verrà disciolto nel 1776). Nel 1757 il Polleretzky Ussari fu disciolto ed il suo organico fu diviso tra il Bercheny ed il Turpin. Quest'ultimo, nel 1761 cambiò nome in Chamborant Ussari. Un anno dopo la Fischer Legion fu tramutata nel reggimento Conflants Ussari. Nel 1788 il nome di questo reggimento fu cambiato in Saxony Ussari. Tre anni dopo fu creato il reggimento Esterhazy Ussari.

Tra il 1778 e 1779 fu creata la carica di Colonnello-Generale degli Ussari. Dall'unione di un squadrone preso da ognuno dei reggimenti già esistenti, si creò un nuovo reggimento che prese il nome di Reggimento Colonnello-Generale. Il Lauzun Ussari fu creato nel 1783 quando il reggimento Lauzun's volunteer Legion tornò in patria dalla Campagna d'America dove si era ricoperto di gloria. Nel 1791 i nomi dei reggimenti degli ussari (come tutti quelli dei reggimenti dell'Esercito Reale) furono sostituiti da numeri, pertanto: il Bercheny divenne il 1º reggimento; il Chamborant divenne il 2º reggimento; il Saxony divenne il 3º reggimento; l'Esterhazy divenne il 4º reggimento; il Colonnello-Generale divenne il 5º reggimento; ed il Lauzun divenne il 6º reggimento. L'anno seguente il Saxony Ussari (cioè il 3º reggimento) scomparve, per cui le numerazioni dei reggimenti Esterhazy; Colonnello-Generale e Lauzun cambiarono rispettivamente in 3°; 4º e 5º reggimento. A partire dal 1792 furono creati diversi nuovi reggimenti di ussari che rientravano in due gruppi particolari: i volontari ussari e gli emigranti ussari. Queste unità furono spesso il risultato d'iniziative private dei comandanti e nacquero al tempo delle leve di massa spinti dal grande entusiasmo patriottico dell'epoca.

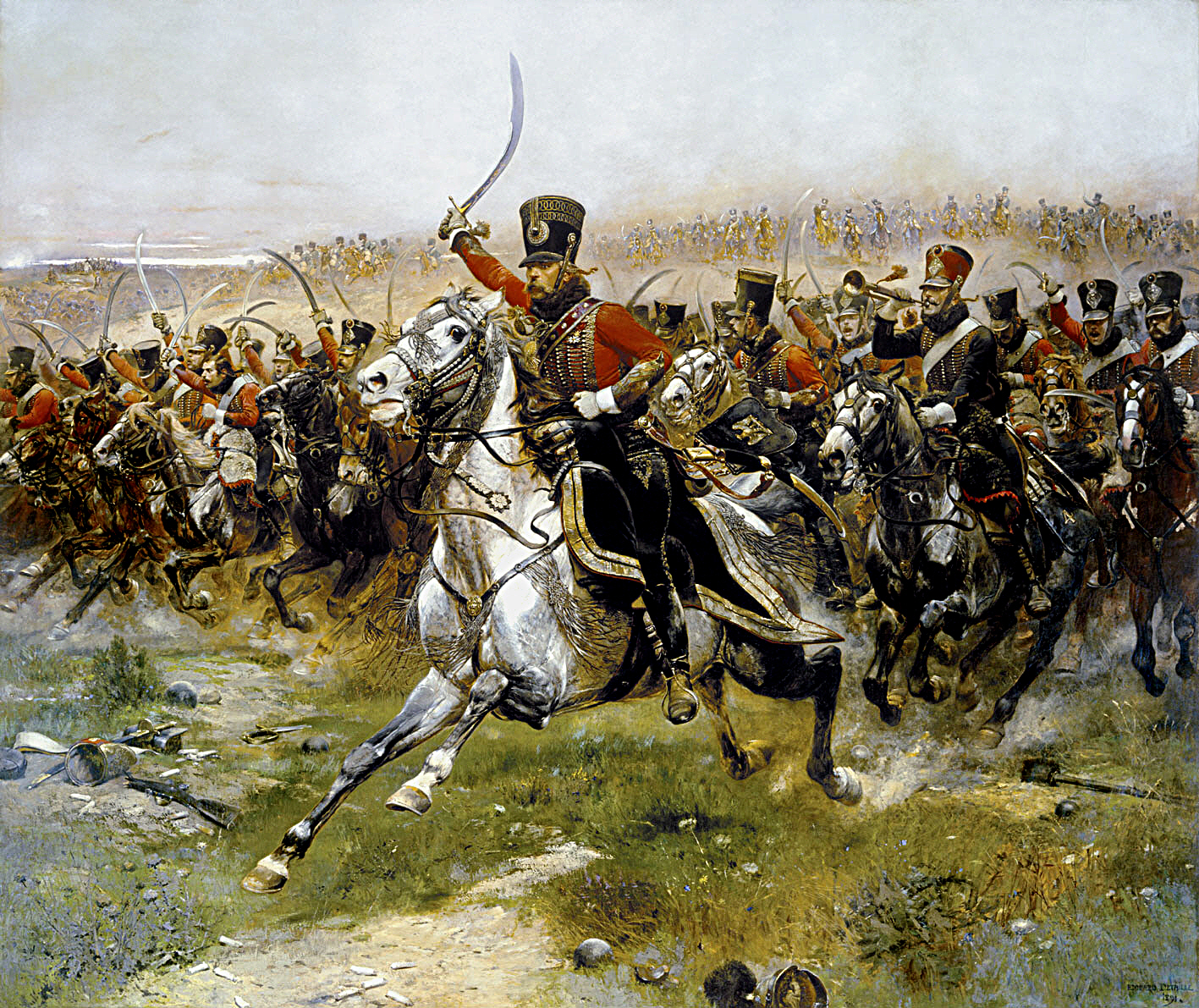
Il IV reggimento di ussari francesi alla carica nella Battaglia di Friedland, 14 giugno 1807 - Édouard Detaille, 1891.

Durante l'Ancien Regimé gli ussari erano adibiti alla sicurezza e protezione, lontano dai campi di battaglia. Gradualmente però, col passare degli anni, iniziarono ad essere usati per compiti di perlustrazione, disturbo, inseguimento e rapido intervento. La storia di questi reggimenti durante l'ultimo decennio del XVIII secolo e poi durante l'epopea napoleonica è piena di eroiche gesta, come la cattura dell'intera flotta olandese bloccata dal ghiaccio nel porto di Texel nel gennaio del 1795, oppure quelle effettuate dal 5°reg. nei Paesi Bassi ed in Germania dove, sebbene spesso in inferiorità numerica, riuscirono in pochi anni a catturare un numero di prigionieri trenta volte superiore al numero dei loro effettivi.
I più famosi comandanti di cavalleria delle guerre napoleonici cominciarono la loro carriera proprio in questi reggimenti, come ad esempio Marulaz nell'8°; Schwartz nel 5° e Lasalle nel 10°.
Nell'ottobre del 1786 entrarono in vigore i nuovi regolamenti riguardanti le uniformi, equipaggiamenti ed armi dell'Esercito Reale. Questo segnò l'inizio delle uniformi di stile francese che rimasero in uso fino alla metà del Primo Impero. Ovviamente speciale attenzione fu data alle uniformi degli ussari. Questi dovevano portare indumenti di taglio “ungherese”: Pelisse (giacca corta da indossare sopra il dolman. Spesso essa veniva portata allacciata alla spalla sinistra), Dolman (giacca corta) e pantaloni da cavallerizzo “all'ungherese”.
(Tradotto dai due volumi: French Hussars 1786-1804 – vol. 1 “From the Ancien Regime to the Empire” di AndréJouineau. 2004 Pubblicato dalla Historie & Collections. French Hussars 1804 - 1812 – vol. 2 “From the 1st to the 8th Regiment” di AndréJouineau e Jean-Marie Mongin. Pubblicato nel 2006 dalla Historie & Collections).
I colori distintivi adottati furono:
- Il 1º Reggimento Ussari (Ex Bercheny)
Il suo colore distintivo era il blu. Dal 1808 il colore dei pantaloni passò ad essere di colore scarlatto.
- Il 2º Reggimento Ussari (Ex Chamborant)
Il suo colore distintivo era il marrone (per pelisse e dolman) e blu per i pantaloni.
- Il 3º Reggimento Ussari (Ex Esterhazy)
Il colore distintivo del 3 reg. era il “grigio argentina”.
- Il 4º Reggimento Ussari (Ex Colonnello Generale)
Il suo colore distintivo era il blu scuro (per il dolman ed i pantaloni) mentre la pelisse era di colore scarlatto.
- Il 5º Reggimento Ussari (Ex Lauzun)
Il suo colore distintivo era il blu (per il dolman ed i pantaloni) mentre la pelisse era di colore bianca.
- Il 6º Reggimento Ussari
I colori di questo reggimento erano il blu scuro (per la pelisse ed i pantaloni) e rosso per il dolman.
- Il 7º Reggimento Ussari
Questo reggimento portava dolman e pelisse di colore verde scuro e pantaloni rossi.
- Il 8º Reggimento Ussari
I colori di questo reggimento erano gli stessi del 7º reggimento.
- Il 9º Reggimento Ussari
Il 9 reggimento aveva pelisse e pantaloni di colore blu, mentre il dolman era di colore rosso.
- Il 10º Reggimento Ussari
Il colore distintivo di questo reggimento era il blu (pantaloni, dolman e pelisse).

### Polonia
Gli ussari alati di Polonia (Husaria in lingua polacca) furono il corpo militare che costituì il nerbo delle forze di cavalleria dell'esercito del Regno di Polonia prima e della Confederazione Polacco-Lituana (Unione di Lublino - 1569) poi. 
Rispetto ai normali ussari, classificabili come forze di cavalleria leggera, gli ussari polacchi erano una forza di cavalleria pesante d'élite. Fondati nel biennio 1574-1576 per volontà del sovrano Stefano I Báthory (regno 1576-1586), grande riformatore dell'armata confederata, gli ussari alati scomparvero per volontà del Sejm (parlamento) della Confederazione nel 1775.

### Regno Delle Due Sicilie
In Italia, nel Regno delle Due Sicilie, Ferdinando II di Borbone nel generale riassetto militare del regno puntò molto sulla cavalleria leggera ed istituì alcuni reggimenti di Ussari nell'Esercito delle Due Sicilie.

### Regno di Prussia
Ussari della morte era la denominazione colloquiale con cui ci si riferiva agli appartenenti di due reggimenti di ussari dell'esercito prussiano.

## Cultura di massa
- Il romanzo breve Il duello di Joseph Conrad
- Il romanzo L'ussaro di Arturo Pérez-Reverte
- Il romanzo L'Ussaro sul tetto di Jean Giono
- Il racconto I due ussari di Lev Tolstoj
- Il film L'Ussaro sul tetto di Jean-Paul Rappeneau
- Il film I duellanti di Ridley Scott
- Il romanzo L'ussaro blu di Roger Nimier
- Il Caffè dell'Ussero presso il Palazzo Agostini a Pisa
- L'espressione "Ussari neri della Repubblica" fu impiegata ad uso degli istitutori sotto la Terza Repubblica francese
- Nell'espansione The Conquerors del videogioco Age of Empires II: The Age of Kings è possibile sviluppare l'unità da combattimento "Ussaro" (potenziamento della Cavalleria leggera), che viene rappresentata da un Ussaro alato. Gli ussari sono inoltre ripresi in Age of Empires III: Age of Discovery e sono, insieme ai dragoni, una delle principali unità di cavalleria per le otto civiltà occidentali.
- L'album The Last Stand della band Power metal Sabaton contiene una canzone intitolata Winged Hussars.
- La canzone L'ussaro triste del rapper Murubutu contenuta nell'album La bellissima Giulietta e il suo povero padre grafomane.